# Традиционное жилище сербов

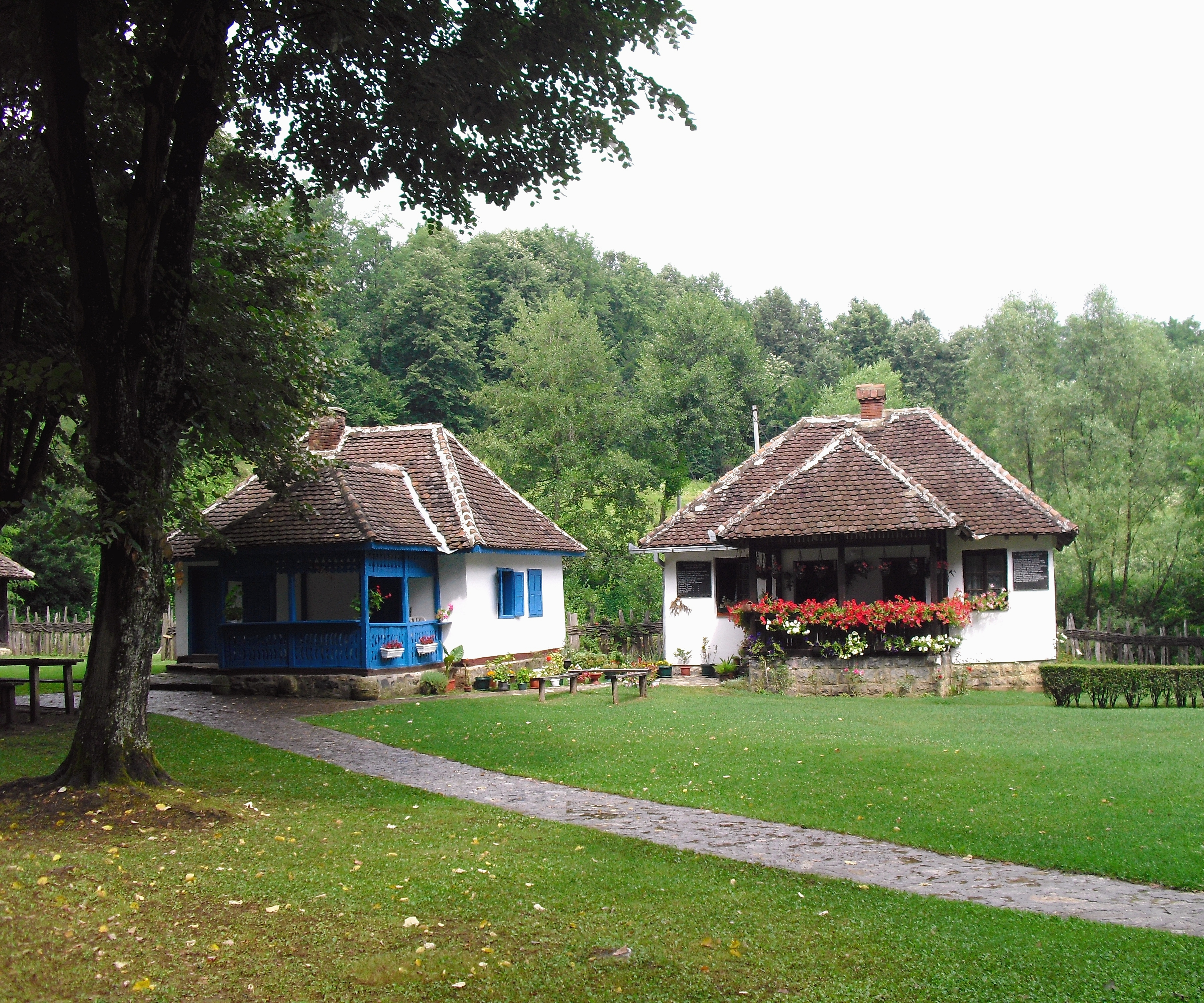
Традиционные дома в музее-заповеднике в деревне Бранковина, (неподалёку от Валево, Западная Сербия)

Традиционное жилище сербов — старинная жилая архитектура сербов, которая была распространена в сельской местности до XX века.
Типы жилища различались в зависимости от той или иной природной и исторической области. Изучением традиционных жилищ Югославии занимались учёные Йован Цвиич и Б. Койич.

## Строительная техника и материал
К архаичным видам жилища относятся землянки и срубы. Землянки (серб. земуница) и полуземлянка — примитивный вид жилища, первый из которых был распространён в Воеводине и придунайской Сербии, а второй — в горных скотоводческих районах. По планировке дома были в основном однокамерными, с маленькой дверью и окном, открытым очагом, двухскатной или конусообразной кровлей из соломы или дерна. Любор Нидерле считал, что жилища, наподобие земуницам, были распространены у праславян до прихода на Балканы. Иногда вблизи землянки строили хижины из плетня (серб. колиба), в том числе в виде шалашей с очагом.
Срубные избы-брвнары (серб. брвнара) — также примитивный вид жилища с одной комнатой, без потолка, с открытым очагом, иногда без фундамента, которые крылись дранкой. Такие дома легко перевозились на новое место жительства. Наподобие срубных изб строили домики из плетня, обмазанные глиной (серб. плетара). Эти виды примитивных домов стали постепенно исчезать со второй половины XIX века. Бедное население Косова и Метохии какое-то время продолжало жить в подобных хижинах (серб. крбуљача), пастухов горных районов Боснии и Герцеговины и Черногории в XX веке ещё сохранялись эти типы жилища (при том, что в Боснии хижины были деревянными, а в Герцеговине каменными). Особой разновидностью срубного дома являлся т. н. ваят (серб. вајат, ајат) — небольшое однокамерное и неотапливаемое здание без окон, использовавшееся как временное жилище для супружеских пар. Ваяты строились в отдалении от остальных домов деревни/задруги, чтобы во время брачной ночи молодожёны не мешали односельчанам спать. Сейчас сохранившиеся ваяты переоборудованы в кладовки или амбары. К 1968 году в шумадийском селе Ярменовци каждый второй жилой дом имел кладовую, переоборудованную из ваята.
Во времена турецкого ига леса занимали большие площади в Сербии (обезлюдевший Белградский пашалык настолько порос лесом, что за ним закрепилось название «Шумадия» (от серб. шума — лес), Боснии, северной Черногории, поэтому лес служил основным строительным материалом, а деревянная брвнара была распространена и у сербов, и у черногорцев, боснийцев, а также у хорватов и словенцев. Брвнару поначалу возводили из необтёсанных брёвен, без фундамента или на низком фундаменте (50 см от земли). В горной Боснии фундамент был очень высоким. Брёвна укладывались «в угол» или «в чашку». Эти дома не обмазывались и не белились, деревянная резьба отсутствовала. Крыша, в основном двускатная (встречались и четырёхскатные), сначала возводилась на сохах (столбах), с конца XIX — на стропилах. В горных районах Боснии и Черногории крыши делались крутыми. Солома, особенно у бедняков, долгое время оставалась основным материалом, которым крыли крышу. Со временем на смену соломы пришли доски и дрань, а позднее — черепица и железо. Брвнара стала исчезать в XIX веке с быстрой вырубкой лесов, сохранившись в XX веке в горных районах Боснии, юго-западной Сербии.
Брвнары заменены каркасными домами (серб. плетара). Большое распространение получили так называемые моравские дома: одноэтажные каркасные строения, преимущественно квадратной формы, с галереей (серб. трем). На деревянный каркас накладывались стены из плетня (например, из тростника — серб. тршчара, трскарица), обмазанного глиной. Такие дома белились с обеих сторон. На рубеже XIX—XX веков на смену каркасным домам постепенно пришли кирпичные и каменные. В Шумадии в 1950-х годах каркасные дома ещё сохранялись.
В Воеводине с XVIII века строились глинобитные дома. Характерной особенностью воеводинских домов является во всю боковую сторону дома и выход торца на улицу. Стены домов белились, иногда красились в разные цвета. Крыша воеводинских домов двухскатная, покрывалась соломой, камышом, черепицей и металлом. Так как данный тип жилья характерен прежде всего для венгров, то он называется паннонским. Кроме того, значительно отличалась форма сельских поселений: если в остальной Сербии они были представлены деревнями и сёлами, то в Воеводине, начиная с начала XIX века, большинство крестьян живут в хуторах-салашах (серб. салаш, salaš, от венг. szállás — приют, убежище). Двор салаша был небольшим и делился на чистый двор, гумно с хлевом и сад с огородом; хозяйственные постройки непосредственно примыкали к жилому дому. Забор, отделявший салаш от улицы является гдинобитным. В настоящее время салаши используются как объекты этнотуризма. Также салаши существовали и в хорватской Славонии.
Каменные дома как из не обтёсанного, так и из тёсанного камня были распространены на побережье Адриатического моря, в горных районах Герцеговины, Черногории. Эти дома имели высоту до четырёх этажей. Каменная кладка была сухой, иногда скреплялась раствором (извести и прочего). Бедняки Черногории в начале XX века ещё жили каменных домах сухой кладки. Крыша из каменной плитки или соломы была двускатной и пологой. Крыши богатых домов покрывались черепицей.

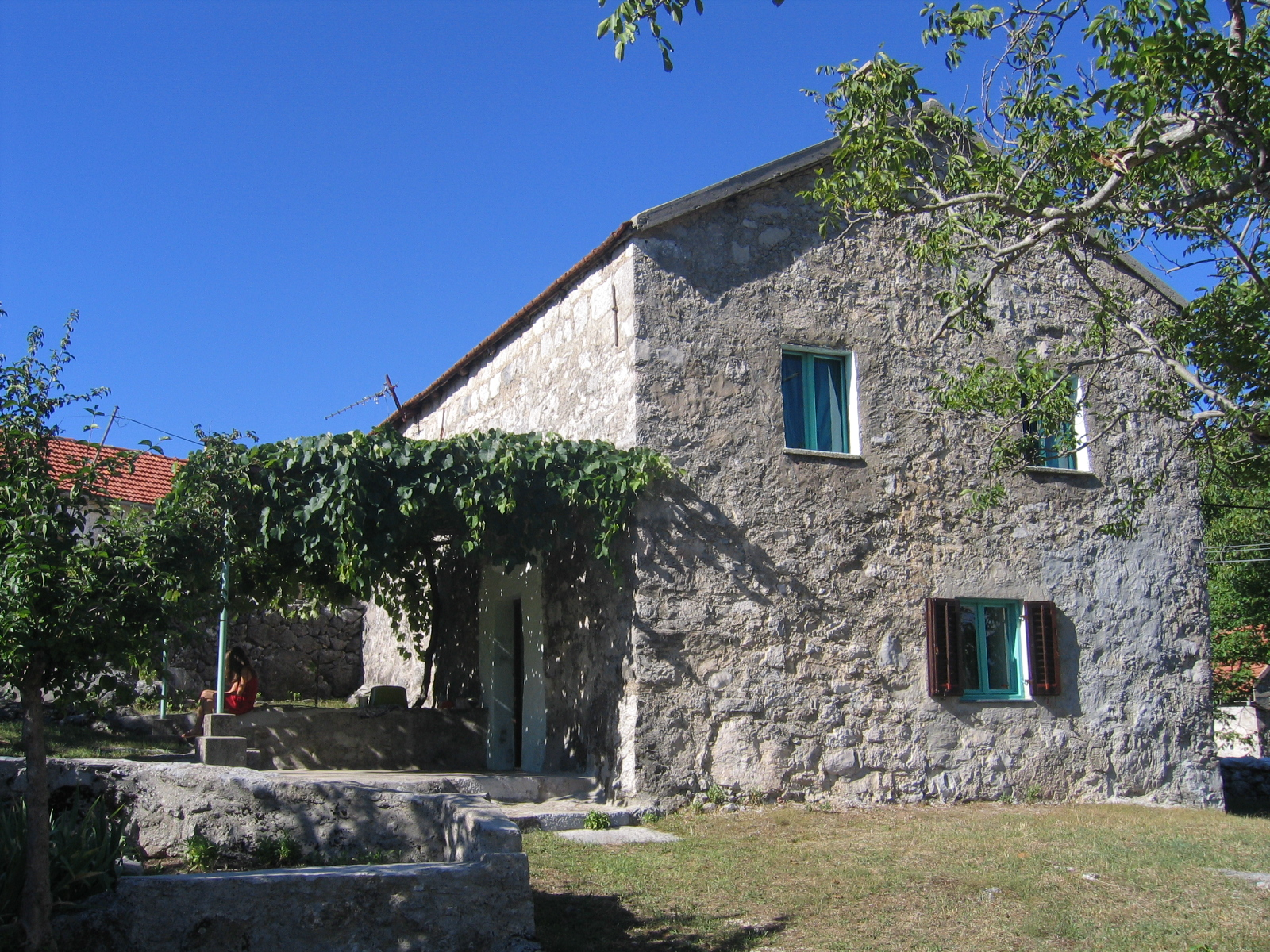
Каменный дом в районе Требине (Герцеговина)
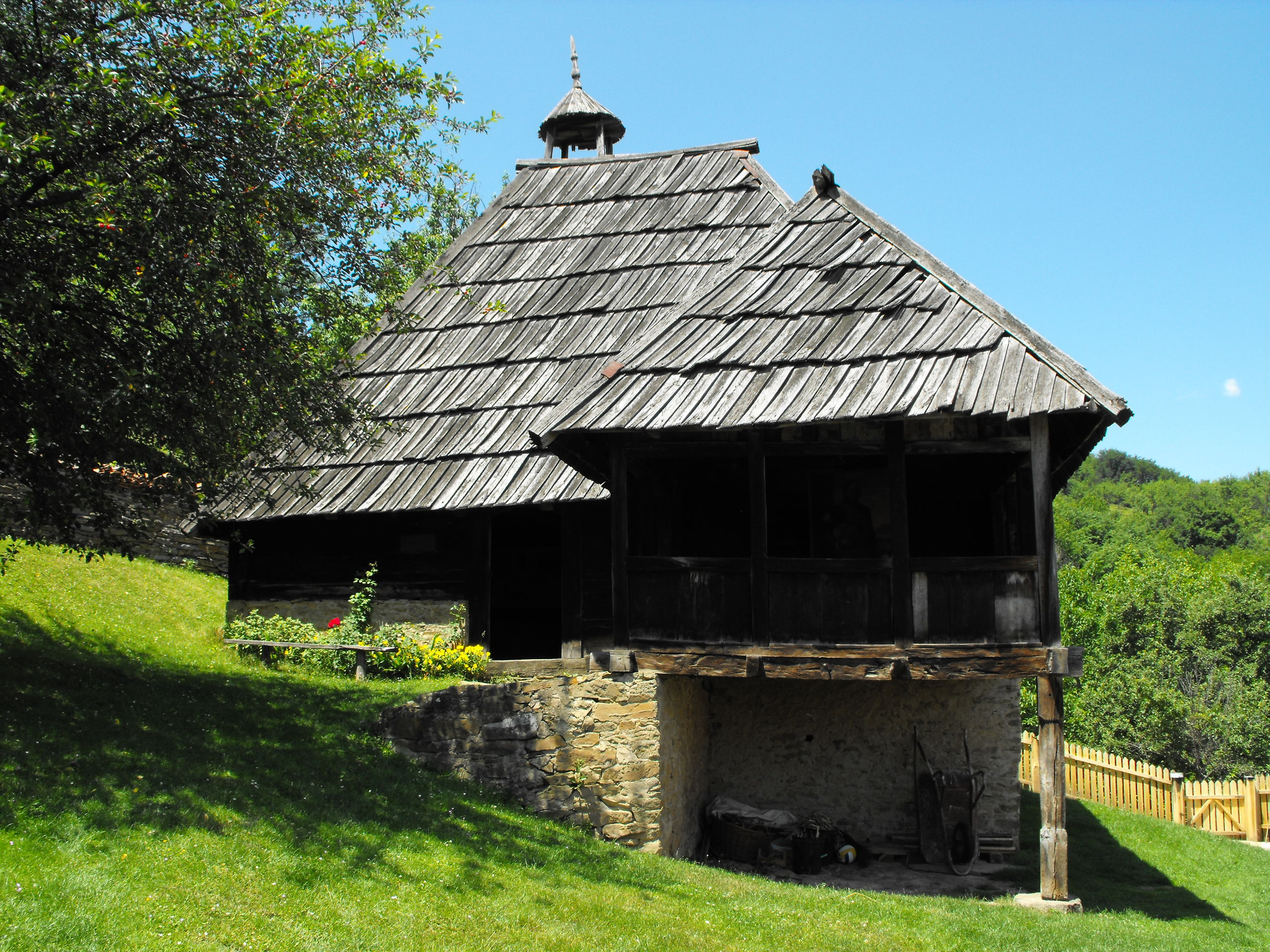
Дом Милоша Обреновича (Центральная Сербия)
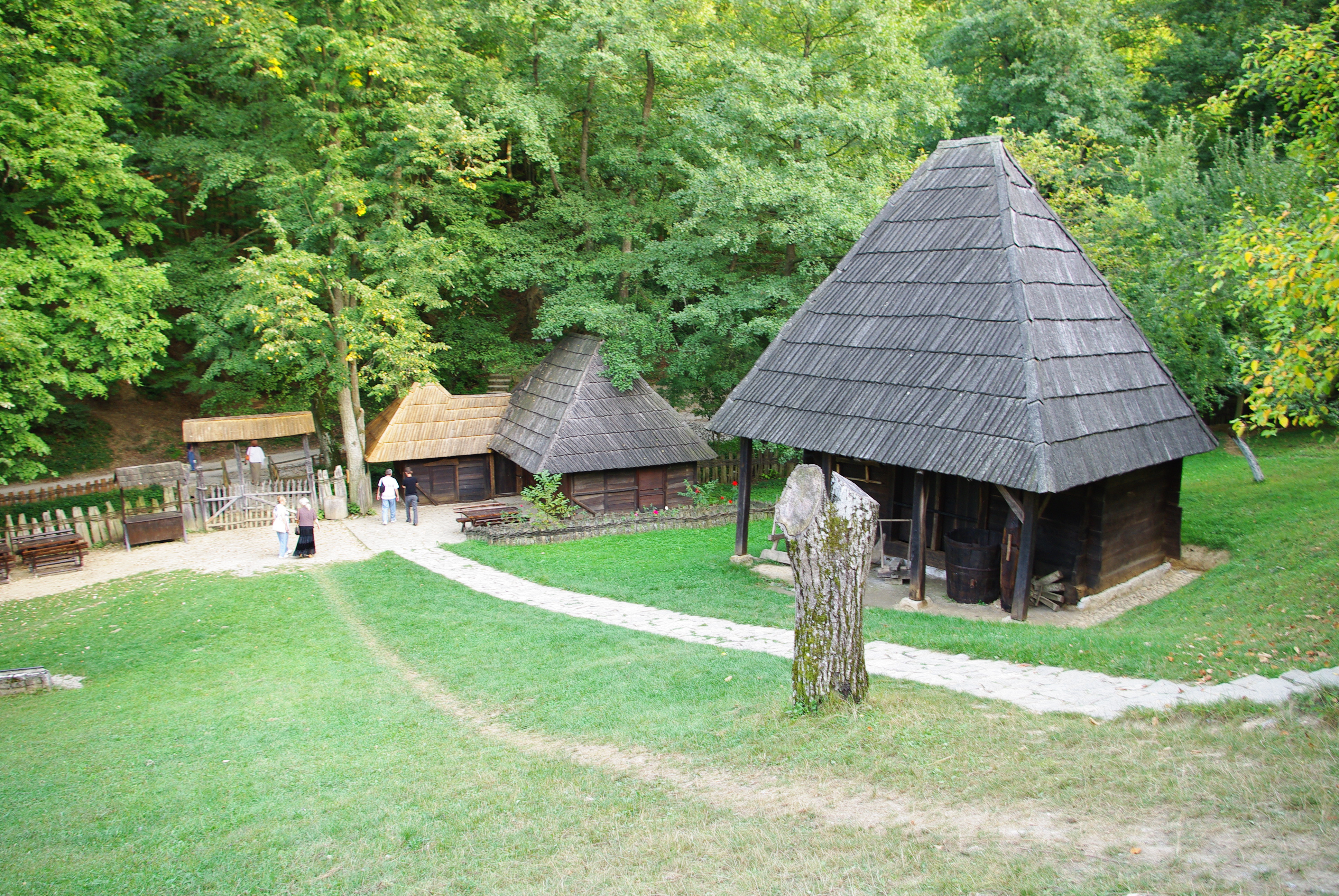
Двор перед домом Вука Караджича (Западная Сербия)
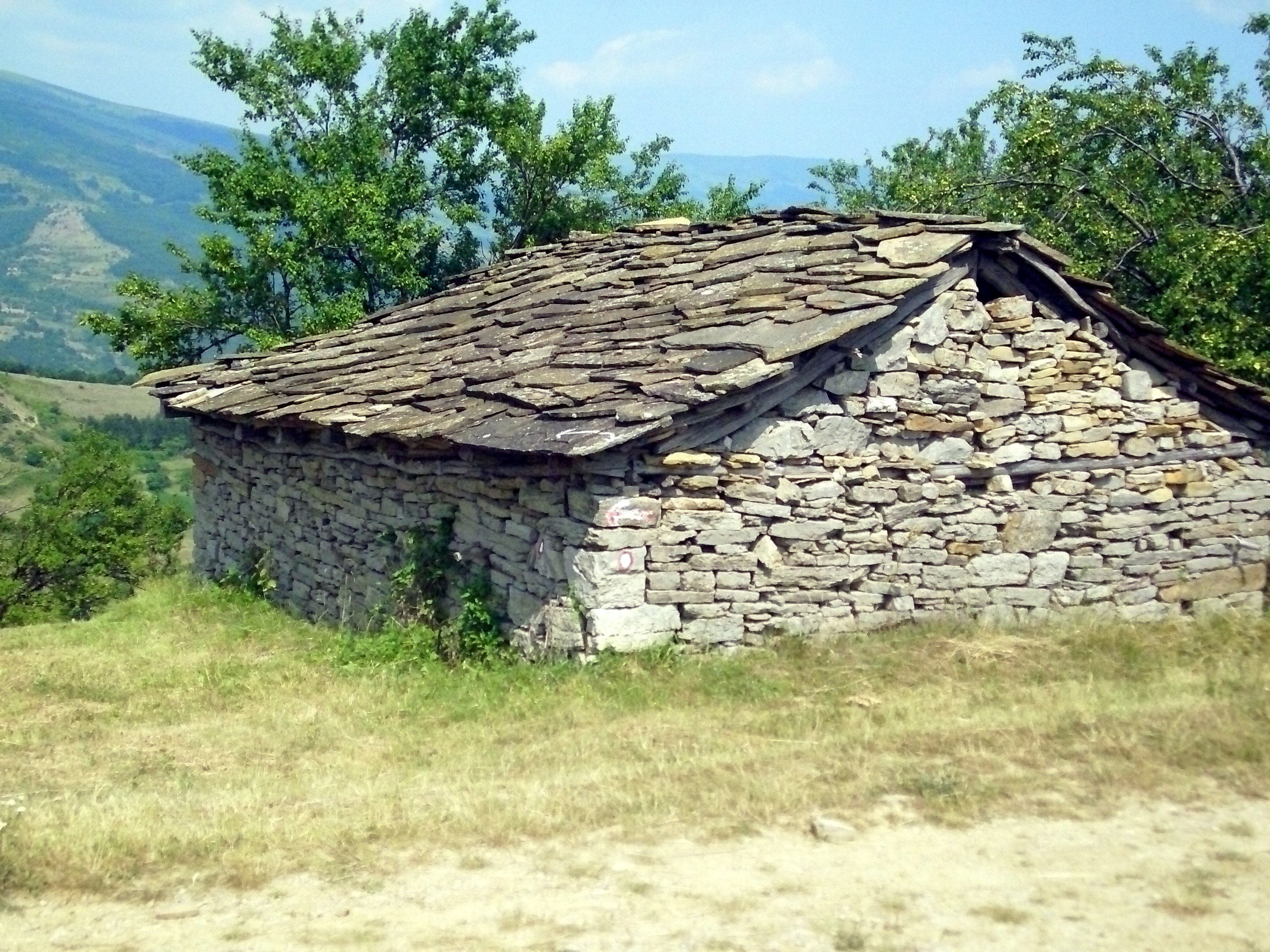
Каменный дом, построенный в технике сухой кладки, село Покревеник (окрестности Пирота, Юго-восточная Сербия)
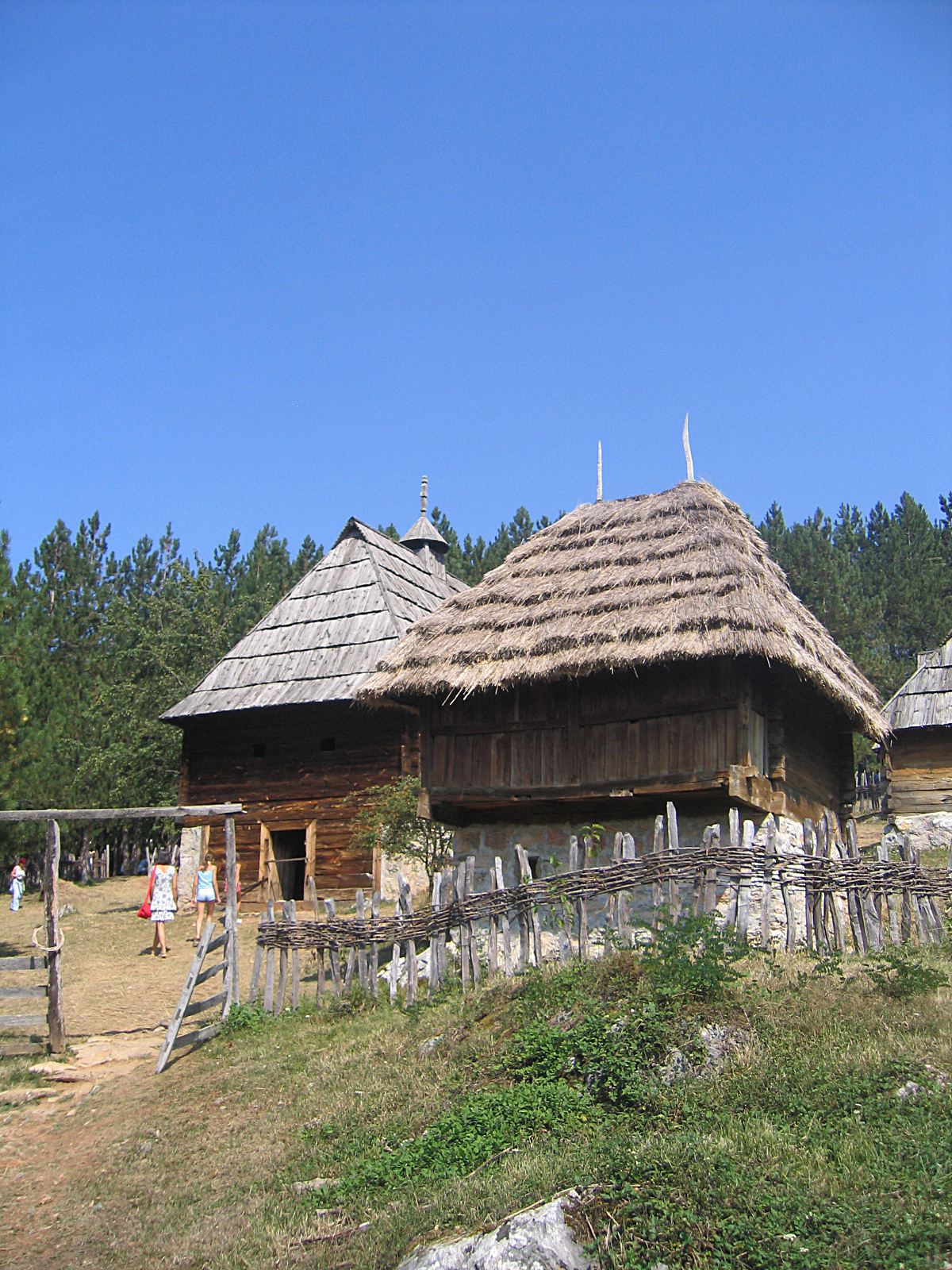
Брвнары в селе Сирогойно (Златиборский округ), Западная Сербия
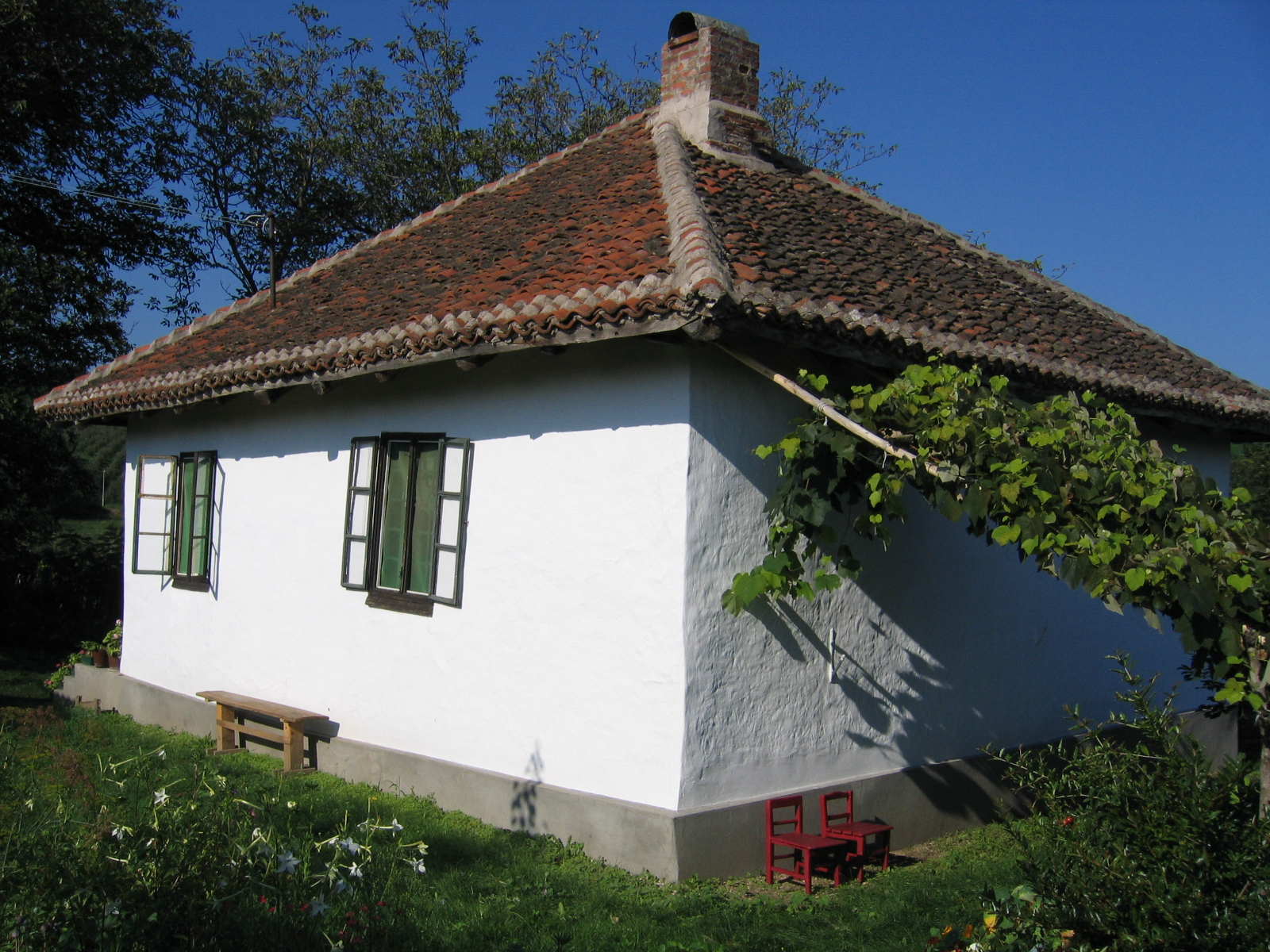
Дом в селе Прнявор (община Баточина Шумадийского округа, Центральная Сербия, не путать с одноимённым городом в Республике Сербской (Босния и Герцеговина))
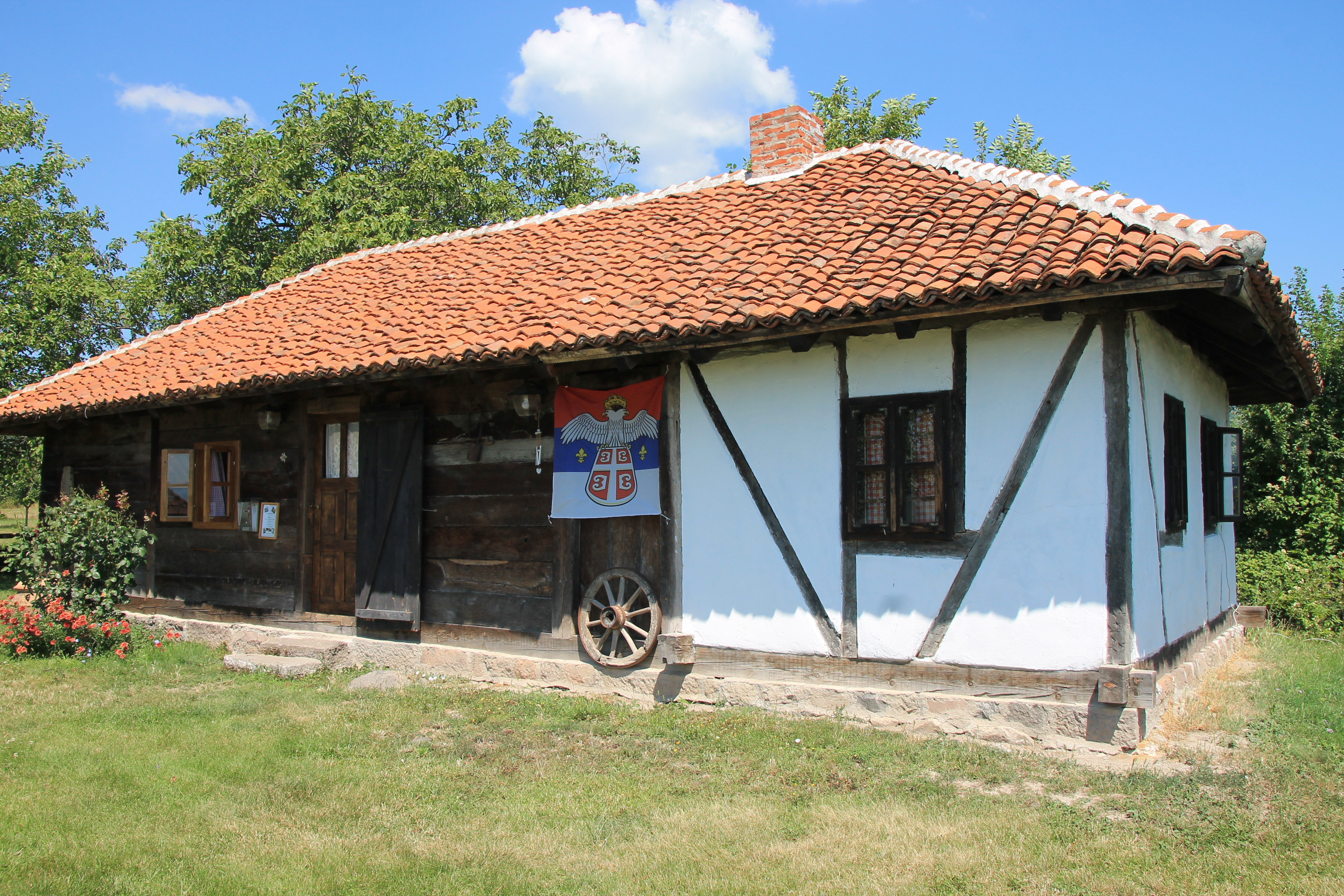
Дом-полусруб-полуплетара в селе Борач (община Книч, Шумадийский округ)

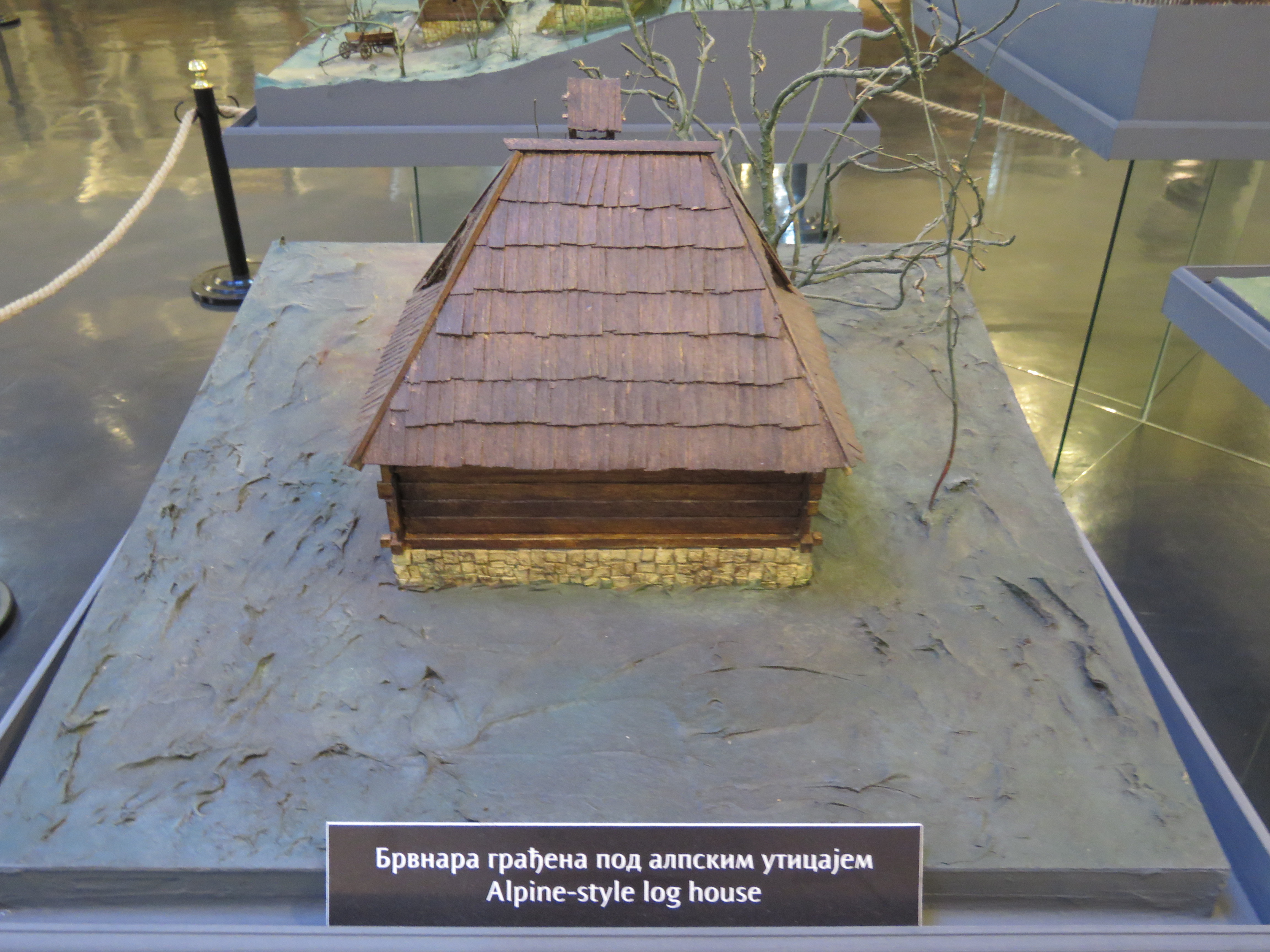
Брвнара
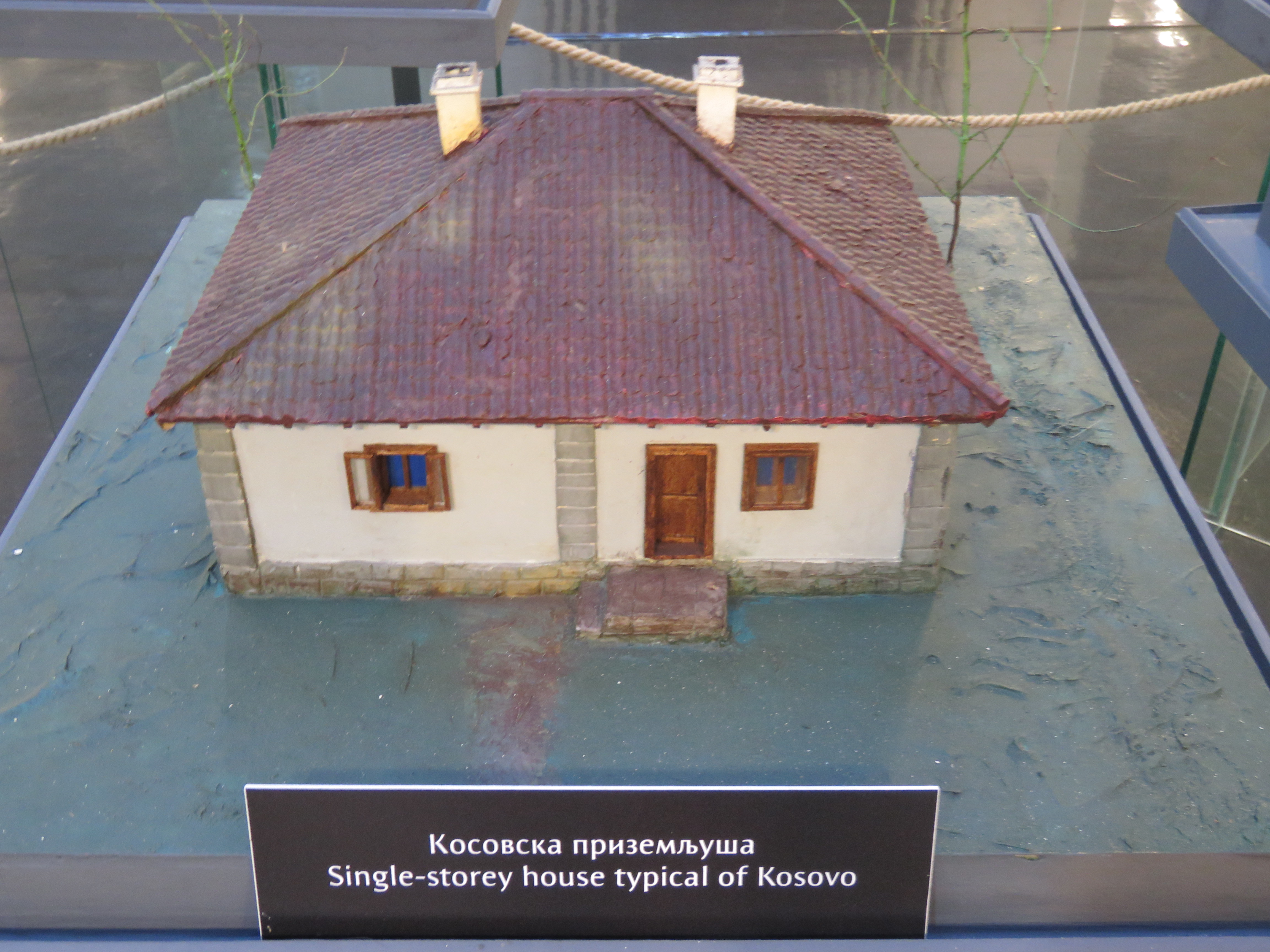
Одноэтажный дом (приземлюша) из Косова
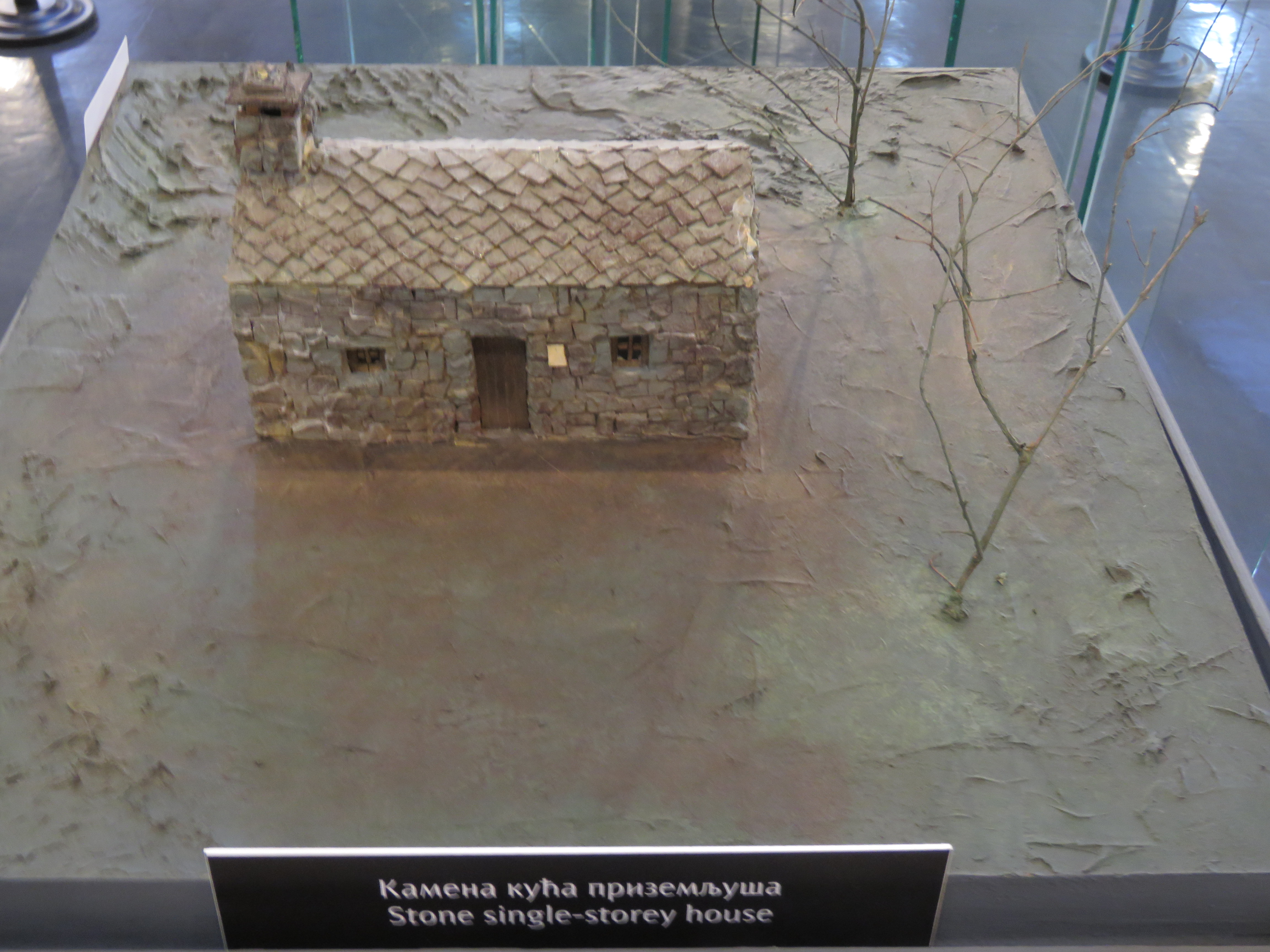
Каменный дом, построенный в технике сухой кладки
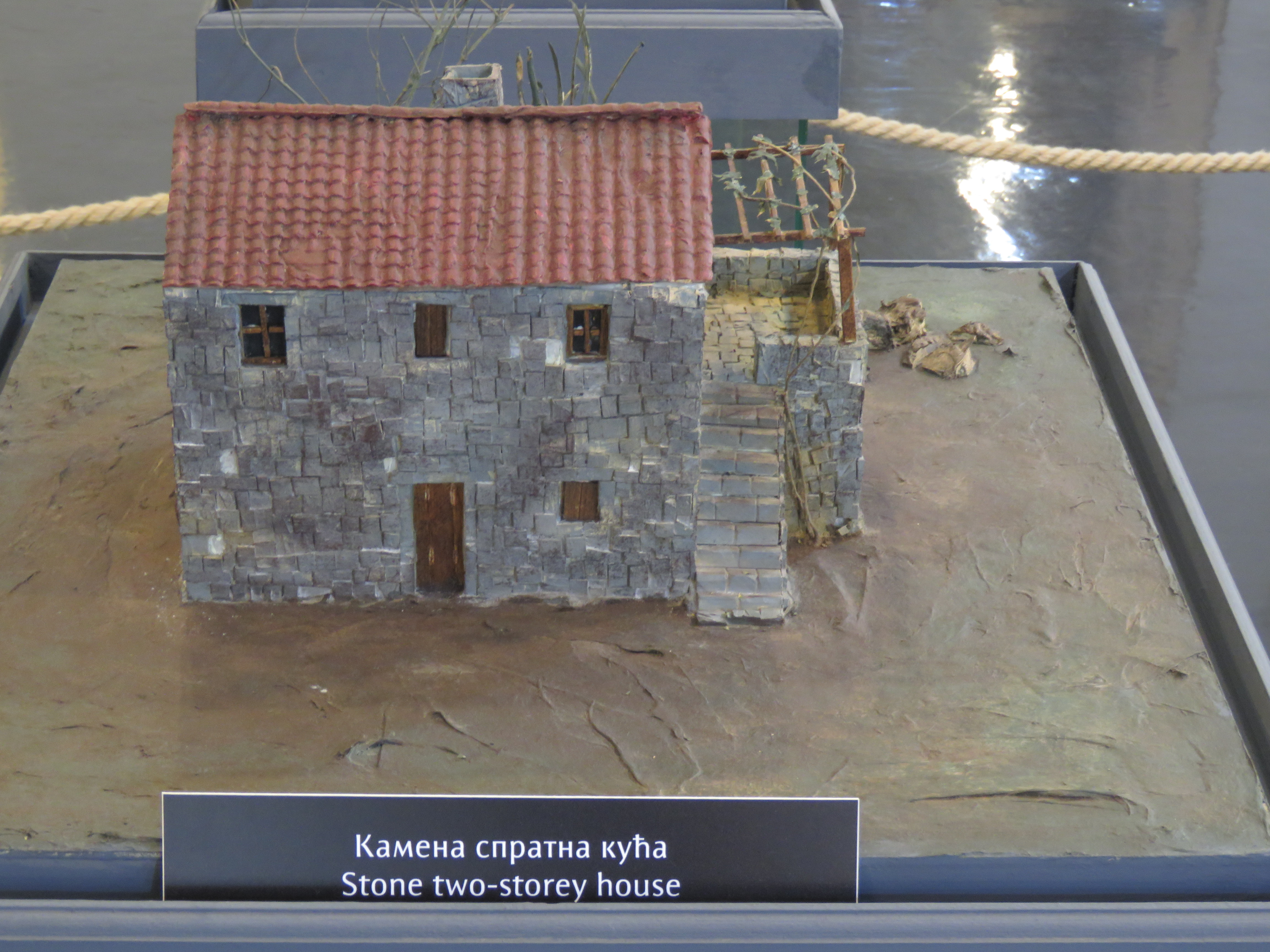
Двухэтажный каменный дом
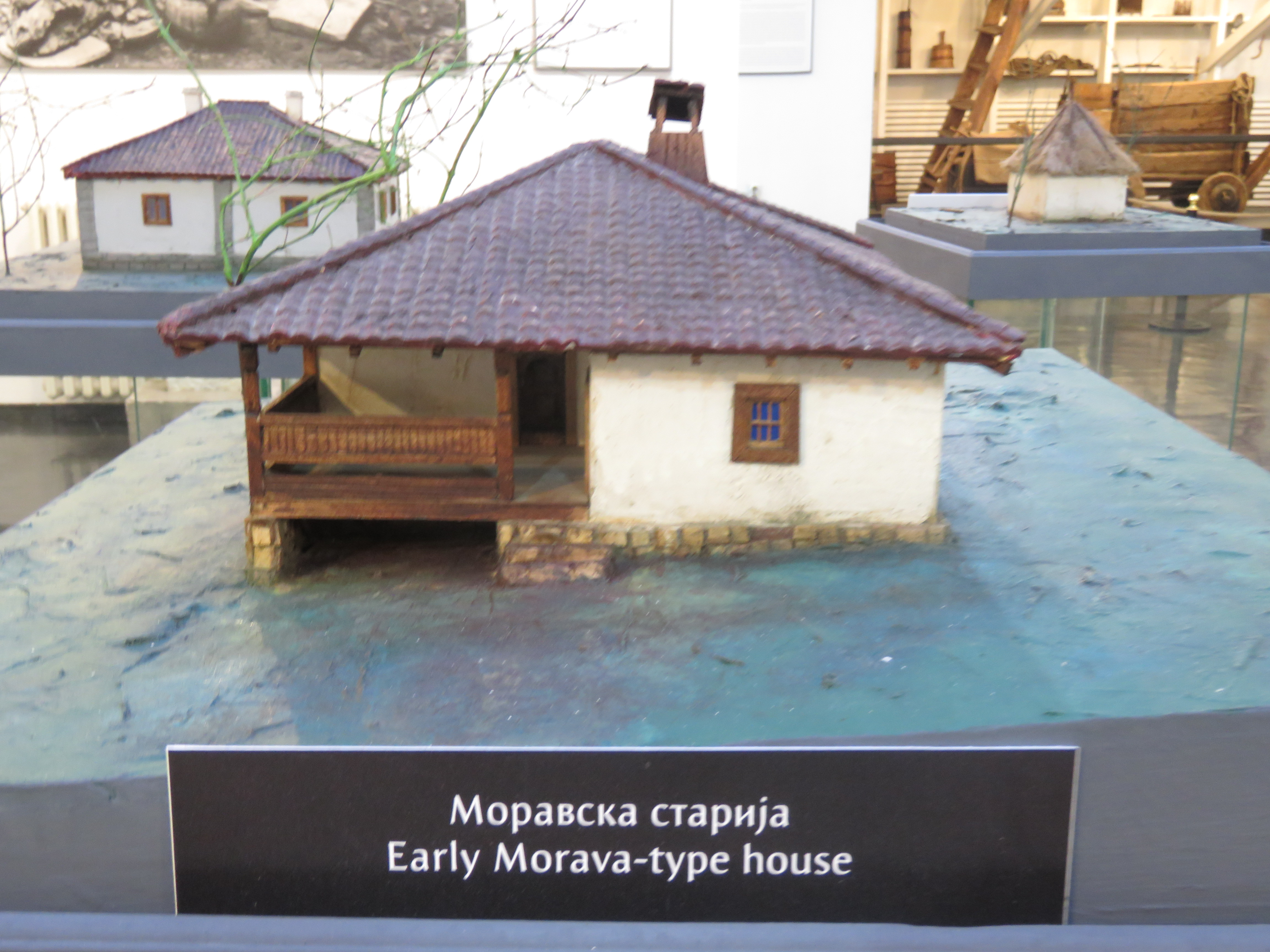
Дом моравского типа
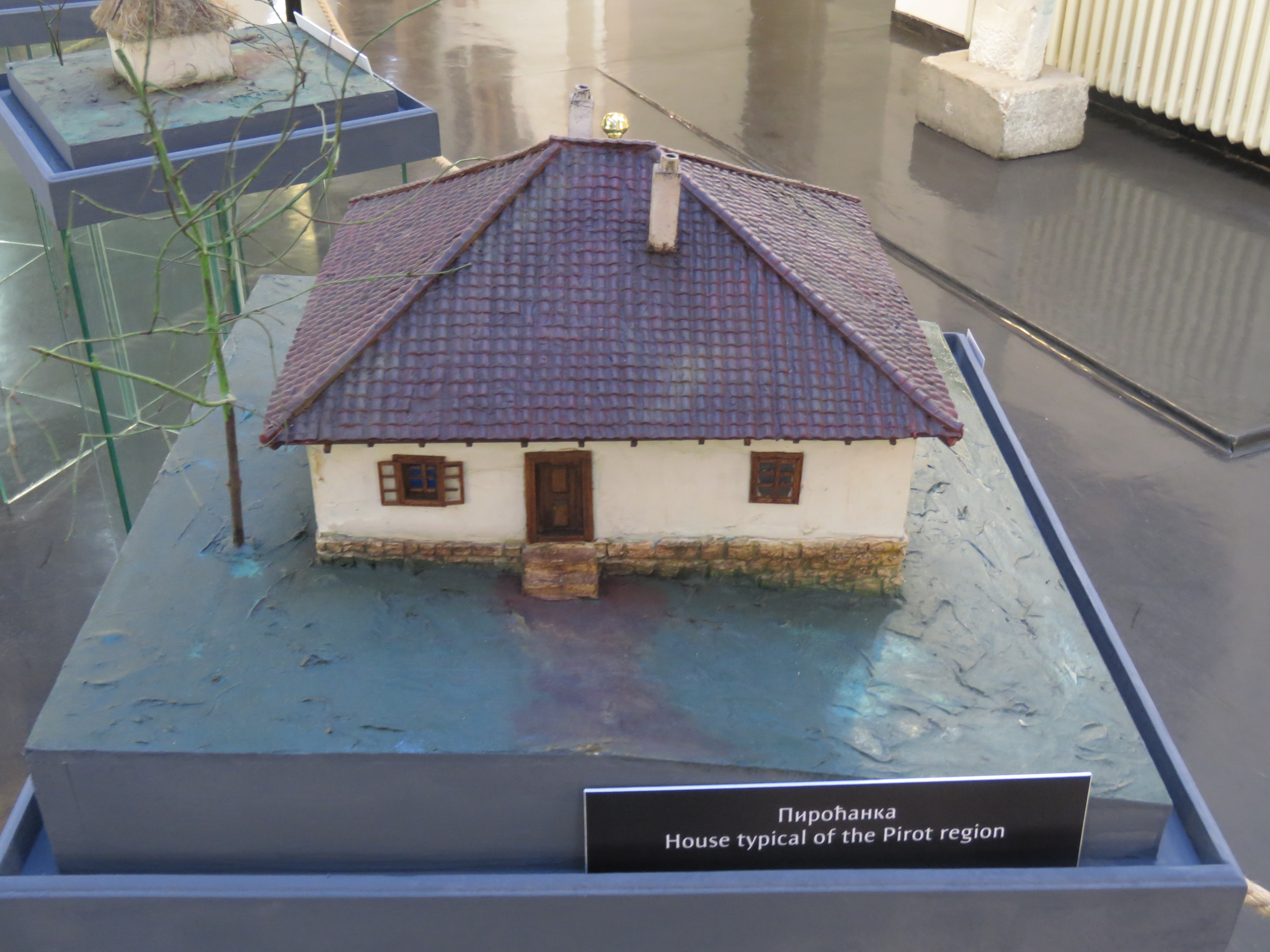
Пиротский дом
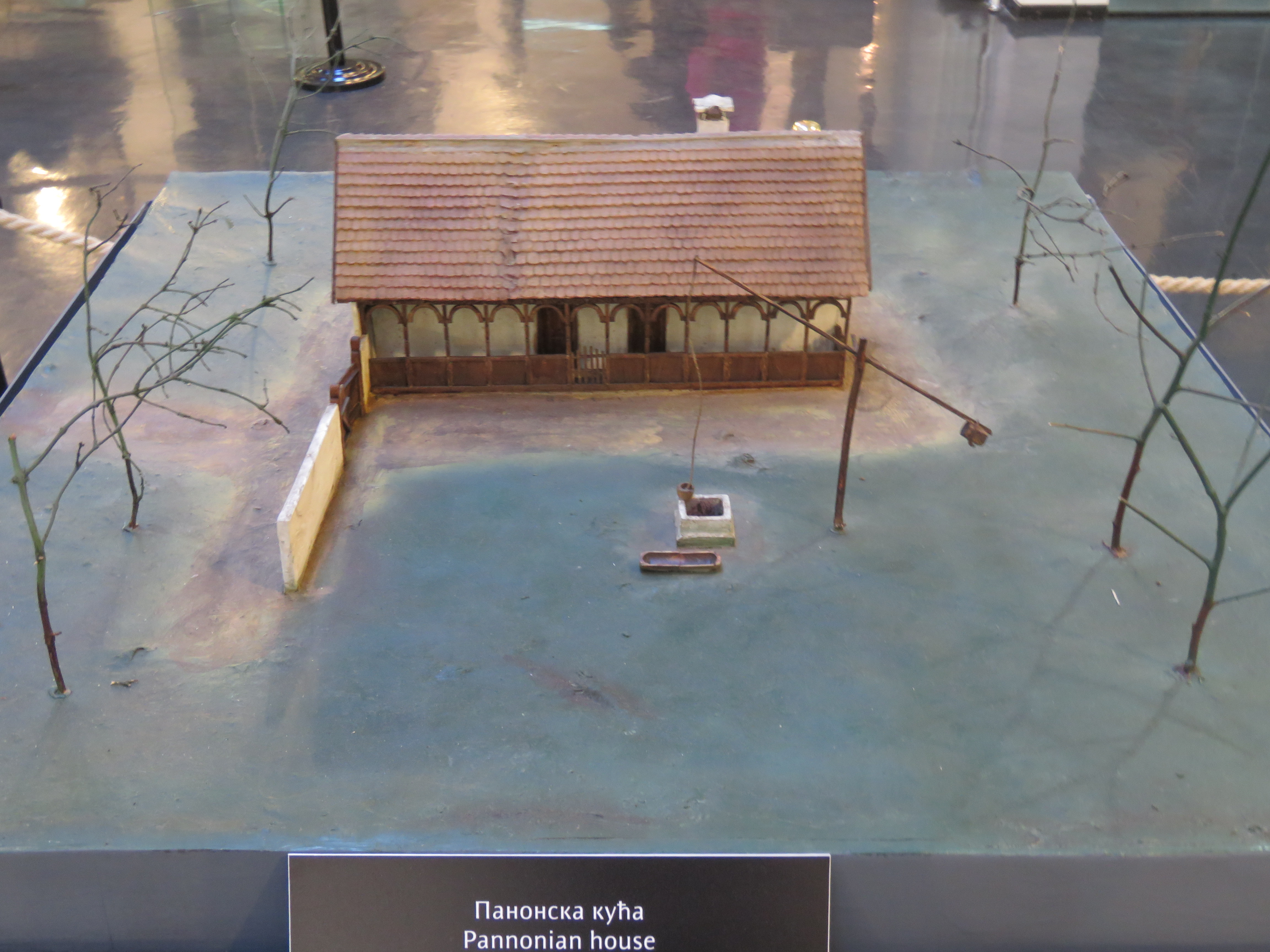
Дом паннонского типа (Воеводина)
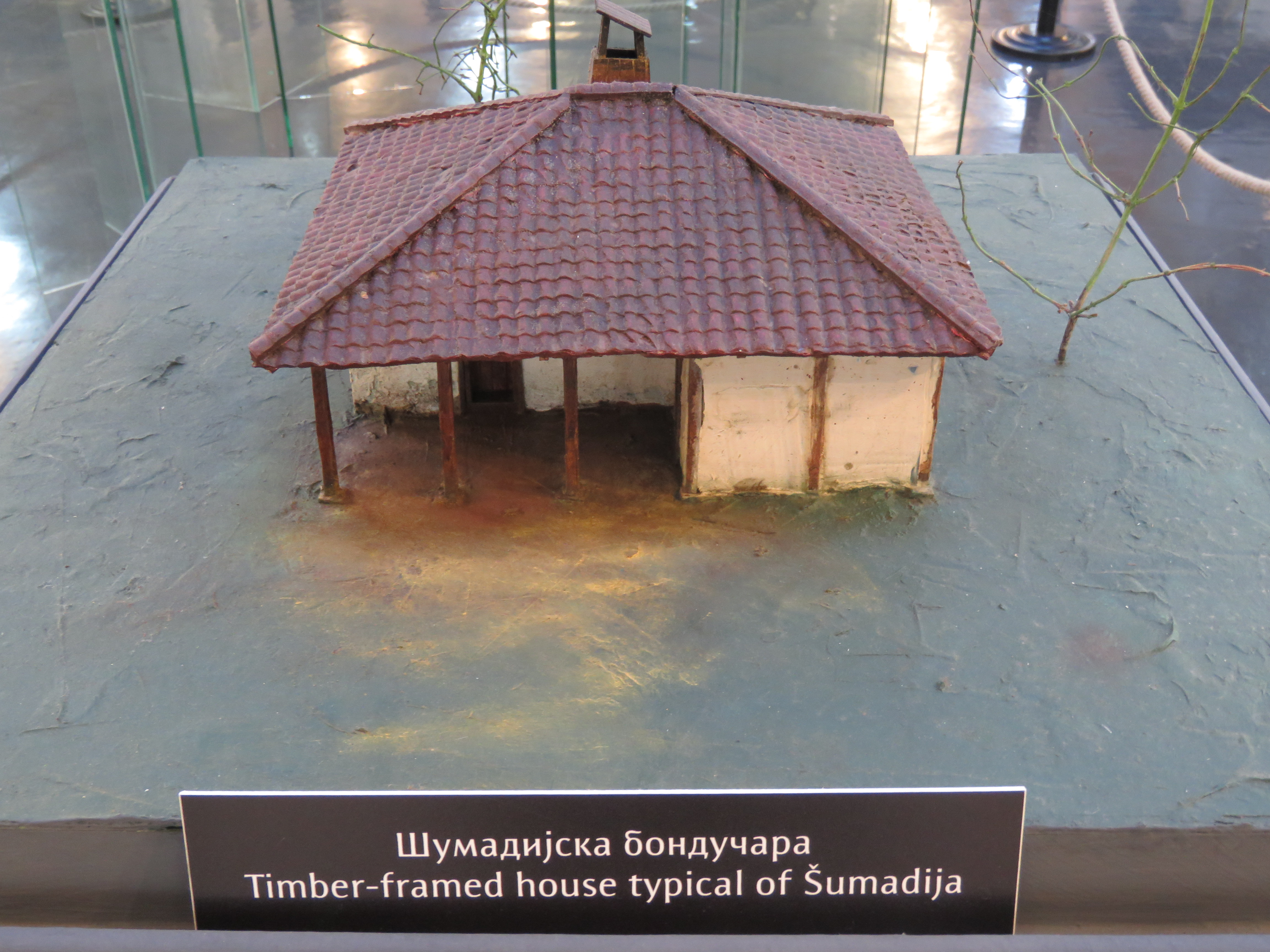
Шумадийский дом
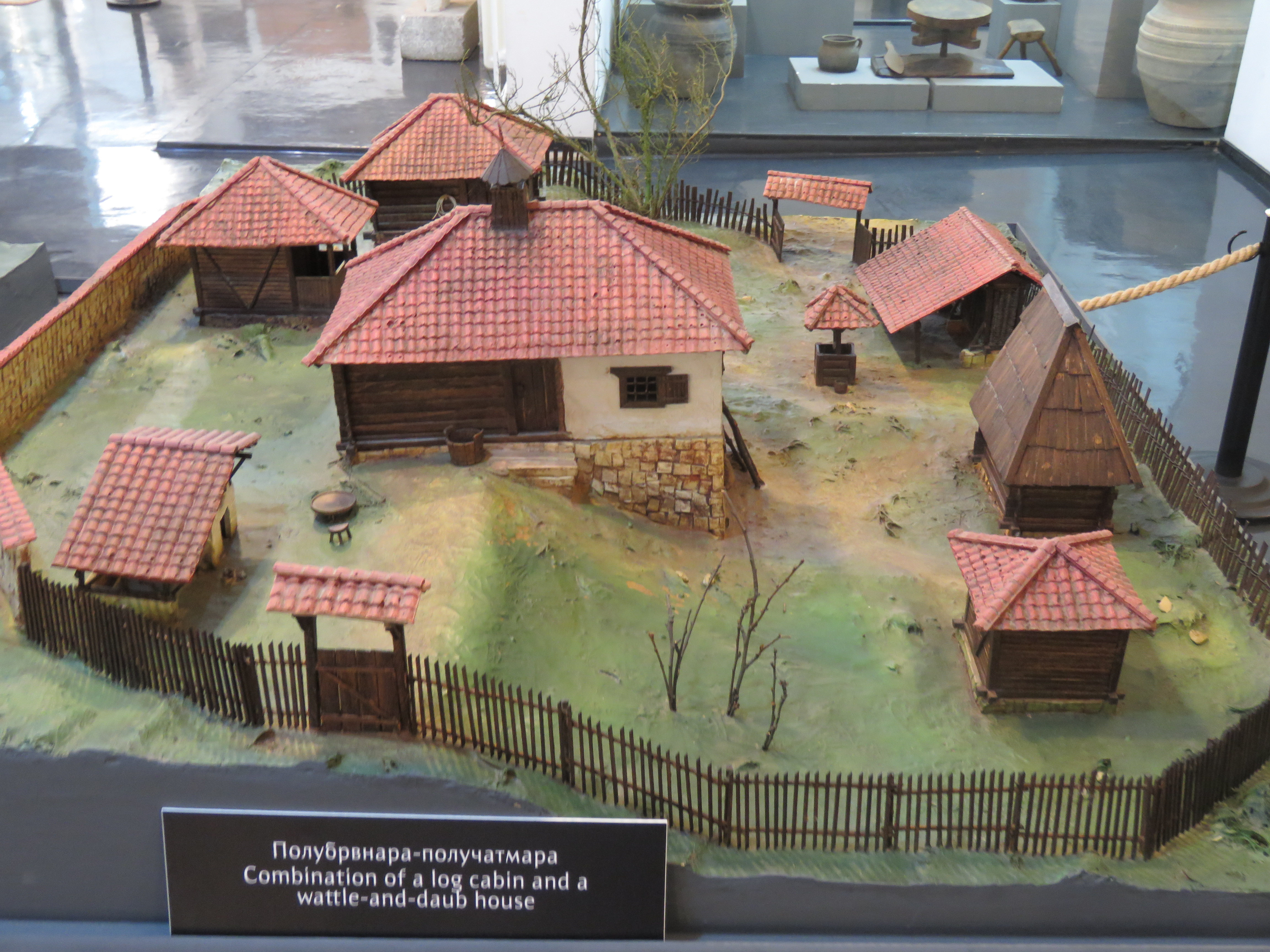
Сельский двор, дом является полубрвнарой-полумазанкой
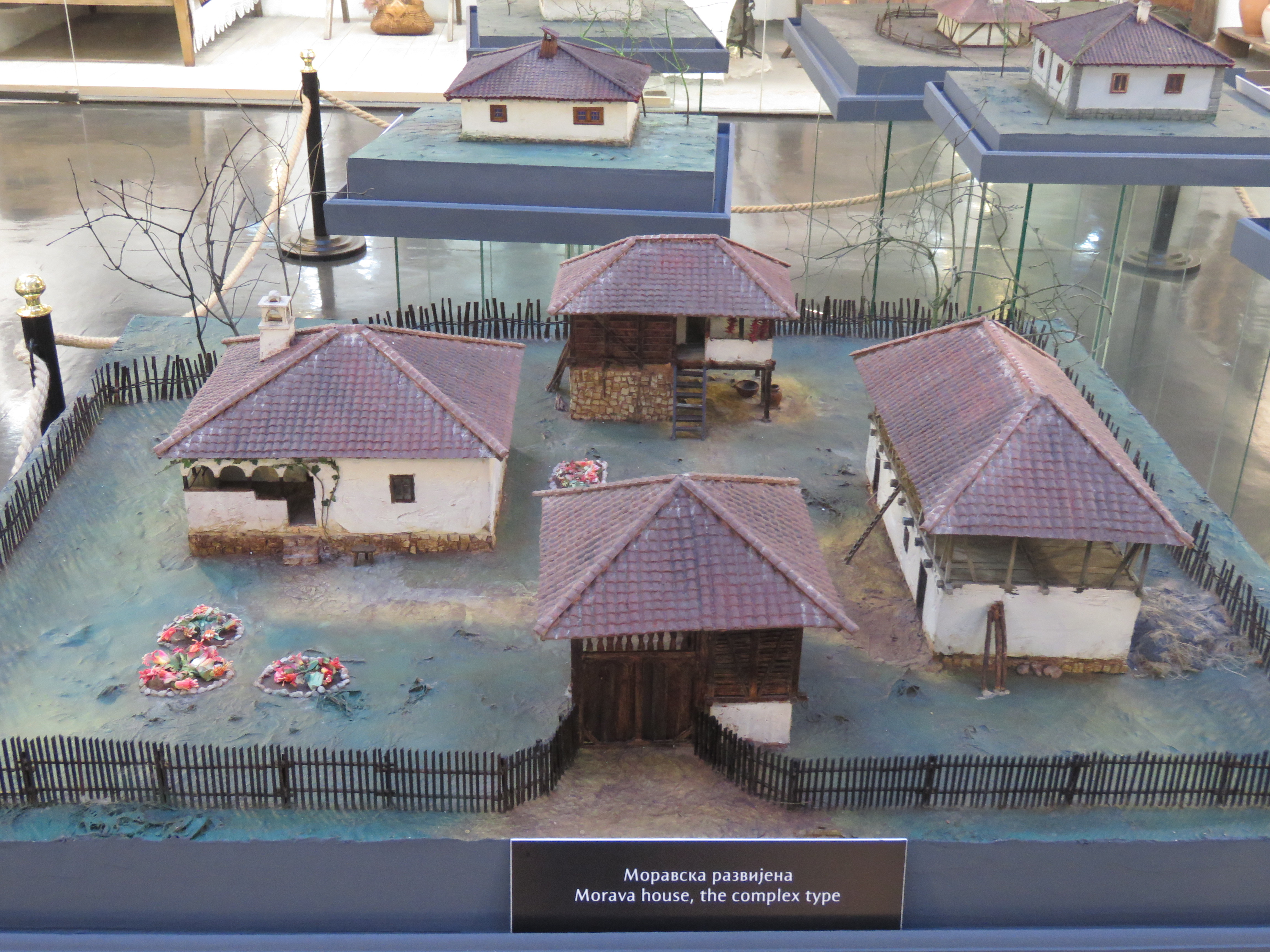
Моравский сельский двор
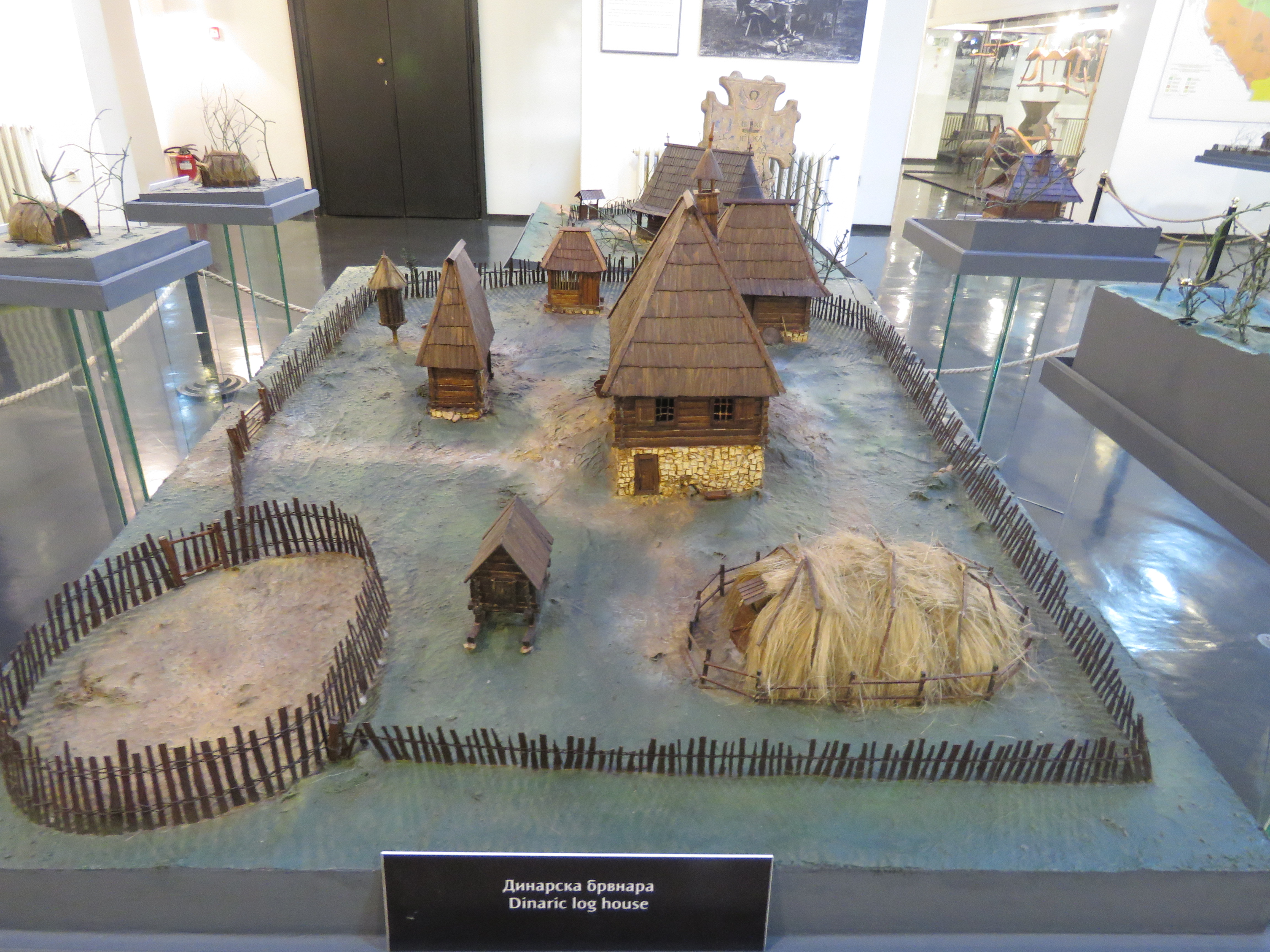
Динарский сельский двор, застроенный брвнарами
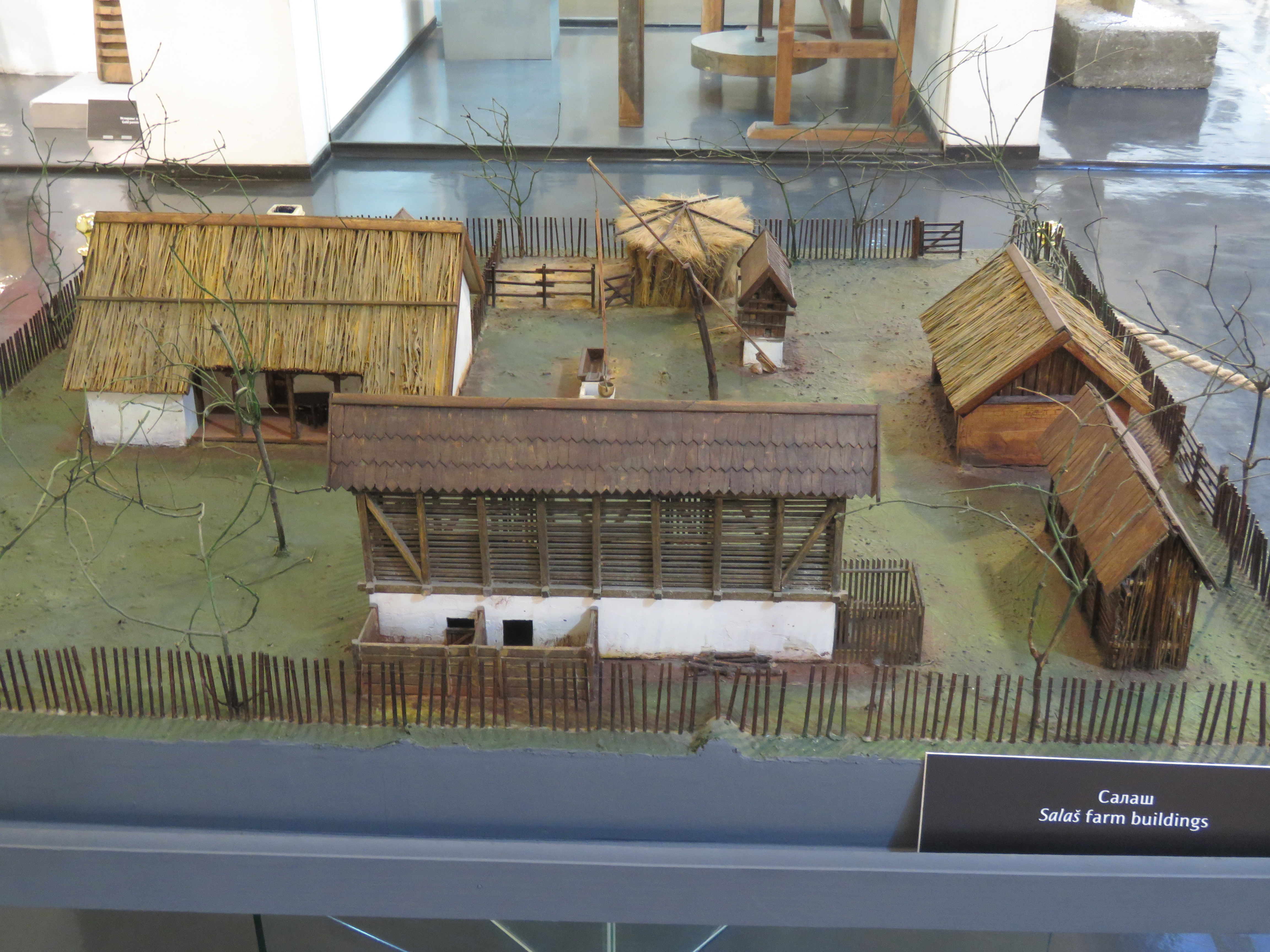
Салаш
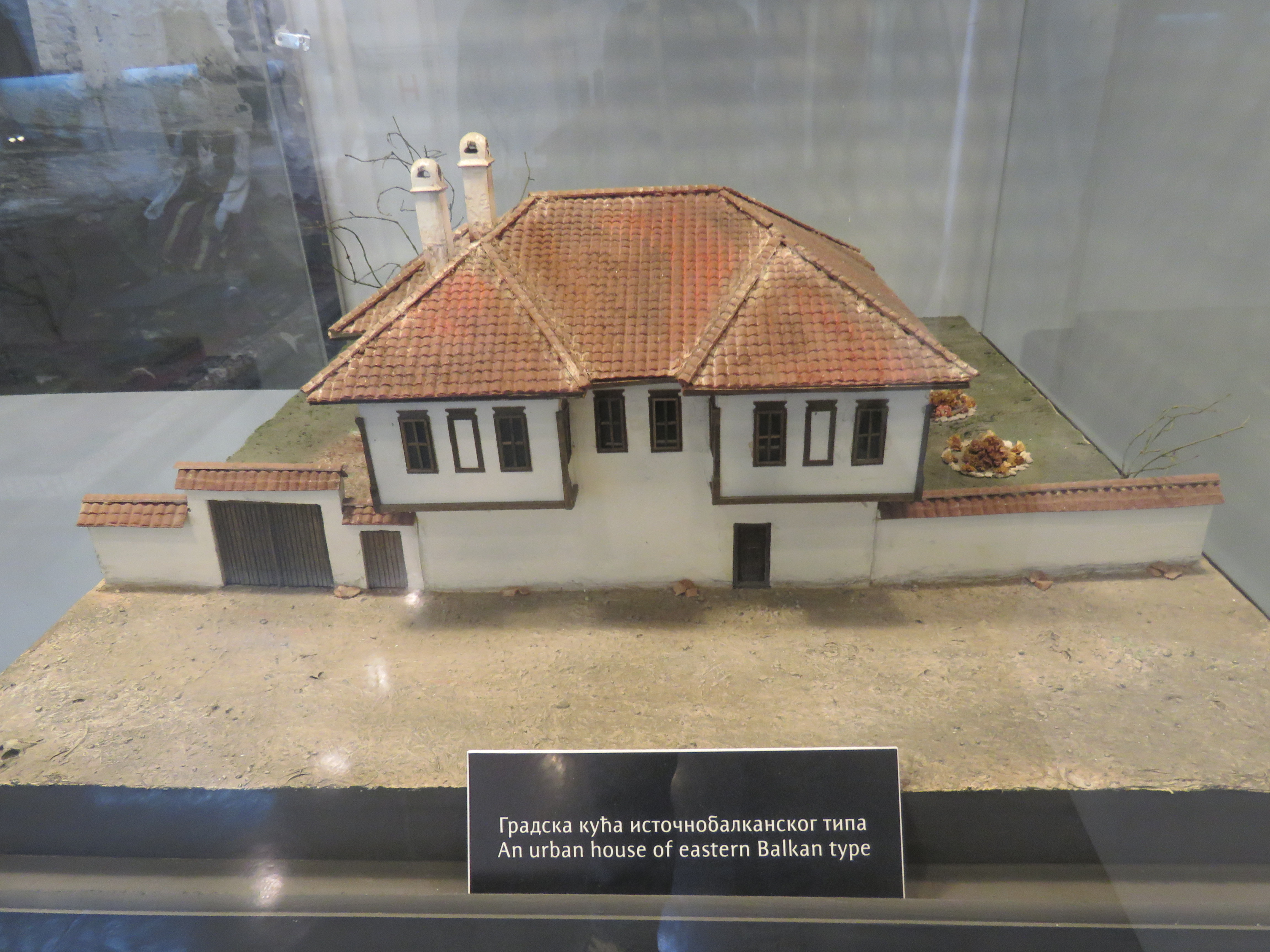
Городской дом

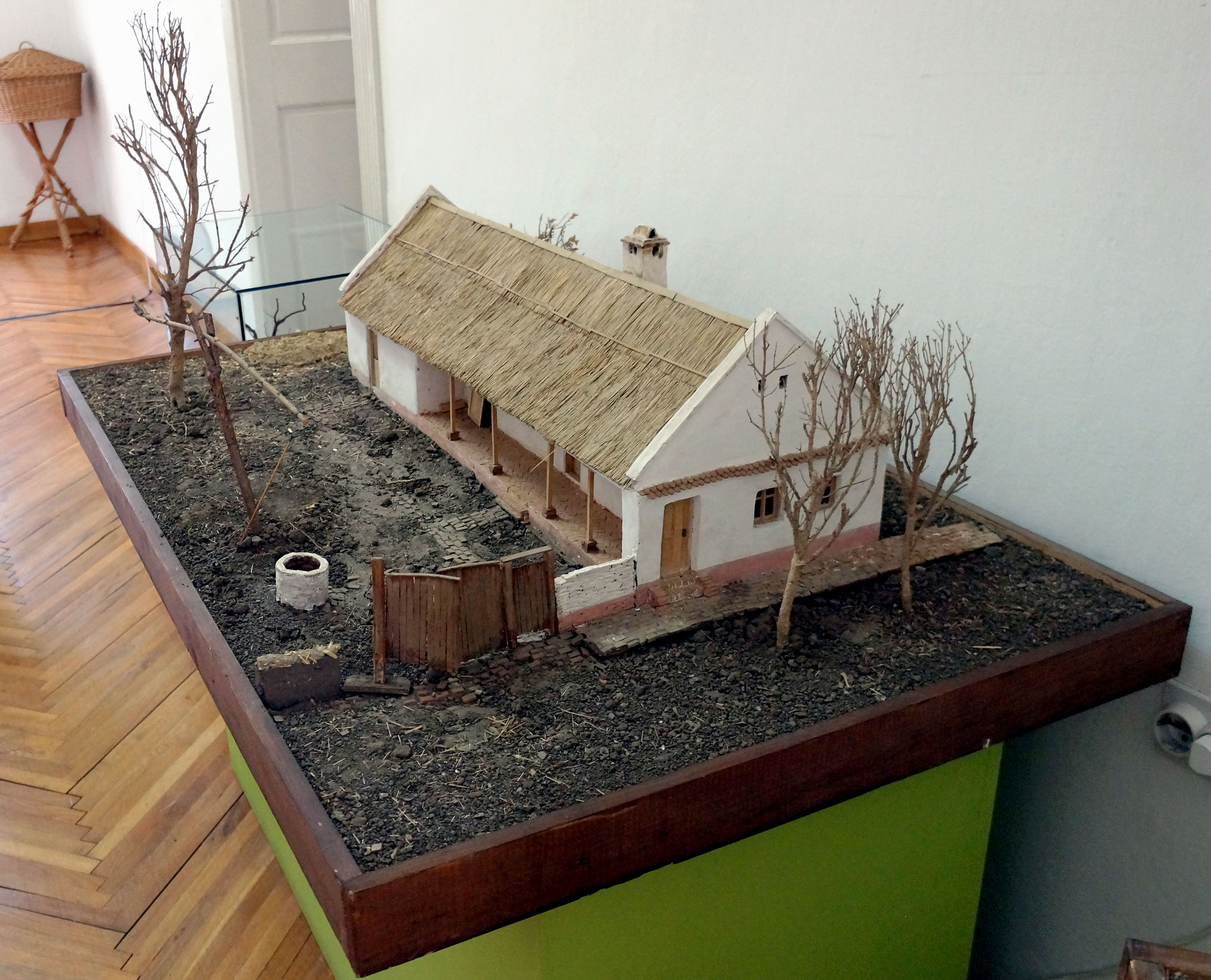
Дом паннонского типа, музей Кикинды
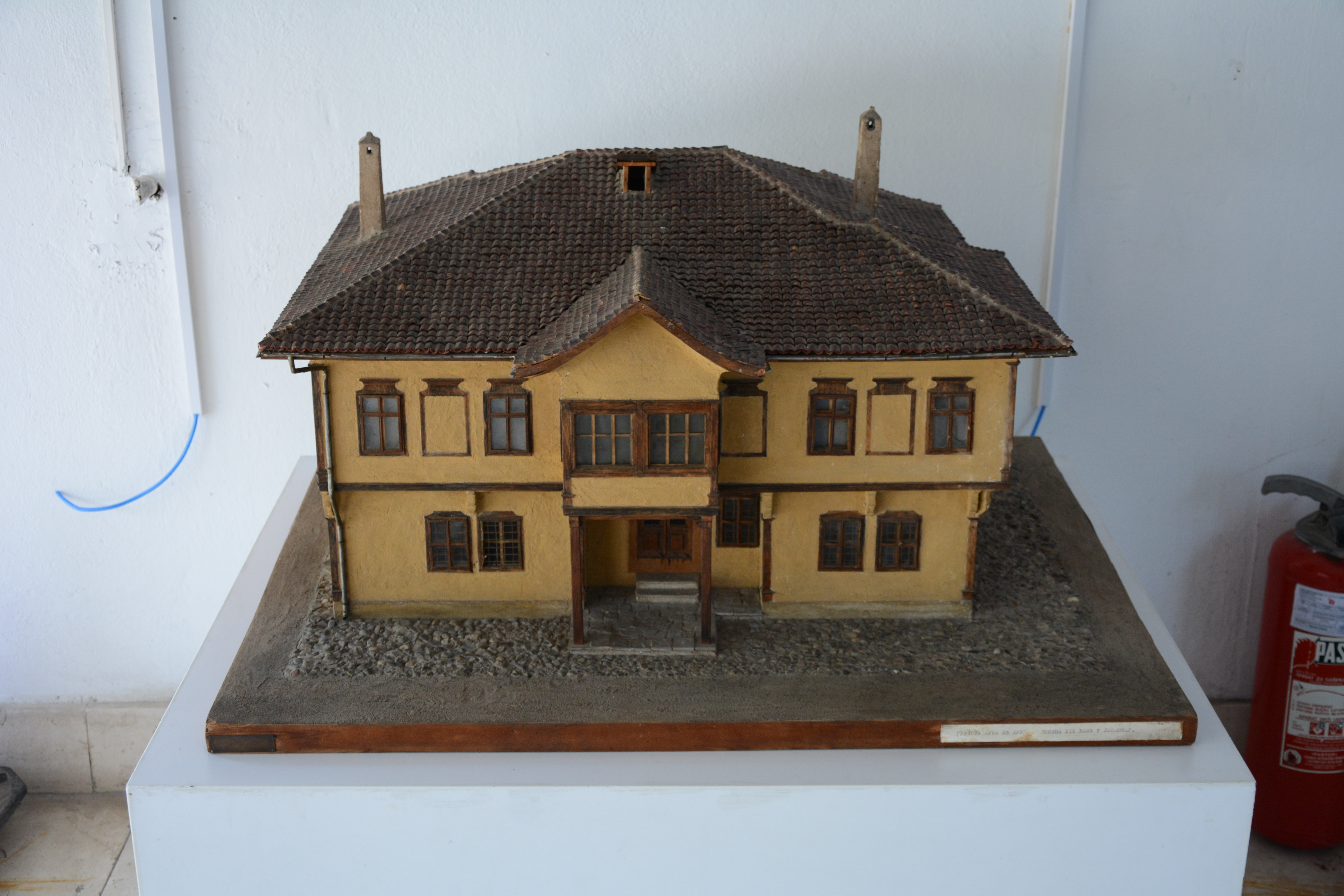
Городской дом, Народный музей Лесковаца

## Планировка жилища
В период турецкого владычества дома повсеместно состояли из одного помещения (серб. кућа). В Воеводине ещё в XVIII веке строились двухкамерные жилища. Очаг (серб. огњиште) находился в центре помещения или у стены. Дым очага первоначально выходил по-чёрному: путём через щели или дыру в крыше (серб. баџа), позднее появился дымоход. В XIX веке дома стали строить из двух комнат, при этом куча с очагом оставалась основным ядром дома, пристроенное помещение получило название соба (серб. соба). Это было тёплое помещение (хотя первоначально отапливалось от кучи) с большими окнами и дощатым потолком. Вход в собу осуществлялся из кучи. Дома мусульман имели большее количество комнат. На побережье Адриатического моря и в горных районах Боснии и Черногории, в Косово и Метохии строились двух- и многоэтажные дома. В этих же районах возводились многоэтажные каменные кулы — дома-крепости, использовавшиеся от нападений турок и соплеменников.
Двор располагавшийся при доме, в разбросанных поселениях (центральные области) был большим, в скученных поселениях (восточная Сербия, Воеводина) — маленький. Забор был деревянным (в районах распространения брвнары), глинобитным (Воеводина), каменным (Приморье), а также из плетня. Заборами двор делился на две части: чистый, с цветником, и скотный; в Воеводине — на три: чистый двор, гумно с хлевом, и сад и огород. Во дворах брвнары возводились хозяйственные постройки, которые летом использовались для жилья.